# Платон (система взимания платы)

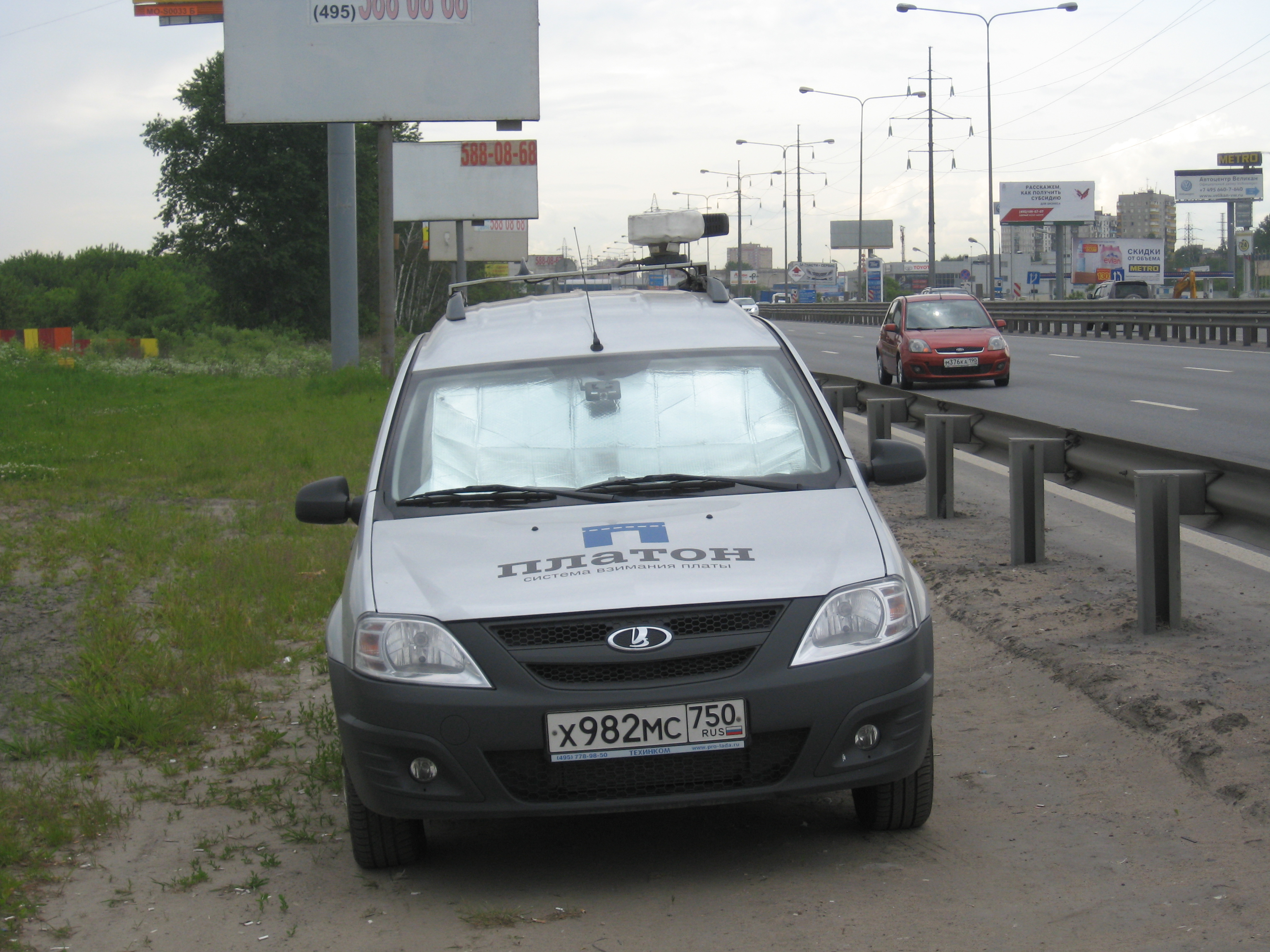
Система «Платон» для контроля большегрузного транспорта в действии, Новорязанское шоссе в Московской области

«Платон» — российская государственная система взимания платы с грузовиков, имеющих разрешённую максимальную массу свыше 12 тонн. Название «Платон» является сокращением от словосочетания «плата за тонны».
С момента запуска в эксплуатацию системы 15 ноября 2015 года деньги взимаются с перевозчиков в счёт возмещения вреда, причиняемого автомобильным дорогам общего пользования федерального значения.
Оплата проезда осуществляется двумя способами — с помощью маршрутной карты или бортового устройства. Расчёт производится в зависимости от фактического пробега транспортного средства (на текущий момент размер платы — 3,34 руб. за километр).
Собранные средства направляются в Дорожный фонд РФ на приведение федеральных автомобильных трасс в надлежащее состояние. За 8 лет работы с помощью средств от системы «Платон» построено и отремонтировано более 130 мостов и 3,3 тыс. км дорог, включая расширение с двух до четырех полос 600 км федеральных дорог.
Оператором системы является компания «РТ-Инвест транспортные системы» (РТИТС), учредителями которого являются АО «РТ-Инвест», И. А. Ротенберг и А. Е. Шипелов.
За период работы системы с 15 ноября 2015 года по 15 июня 2025 года на ремонт дорог и мостов перечислено более 339 млрд руб.

## Инвестиции и окупаемость
По информации оператора системы, инвестиции в её создание составили более 29 млрд руб., из которых 2 млрд за счёт собственных средств акционеров и 27 млрд за счёт кредита, предоставленного Газпромбанком.
За свои услуги (создание инфраструктуры и сети обслуживания федерального охвата, эксплуатация и модернизация) оператор системы получает из федерального бюджета от 10,6 млрд руб. в год с момента запуска до завершения действия концессионного соглашения (13 лет).
Согласно заявлениям оператора, почти весь платёж уйдет на обслуживание системы и кредита, ожидаемая прибыль — 5 %.

## История создания
К концу 2013 года в России было зарегистрировано более 1,7 млн грузовиков массой более 12 тонн. Ещё около 400 тысяч грузовиков — транзитные транспортные средства. Денежных средств из действующих налогов не было достаточно для того, чтобы поддерживать дорожную инфраструктуру в надлежащем состоянии в таких условиях эксплуатации. Поэтому было принято решение о сборе дополнительного налога.
Изначально Росавтодор планировал провести конкурс и начал сбор заявок: в 2014 году среди участников были французская Vinci, итальянская Autostrade, немецкая Siemens, словацкая Skytoll и др., однако из-за смены «геополитической обстановки» и «соображений национальной безопасности» было решено выбрать российскую компанию: будущий концессионер получал, в частности, доступ к российским картам и возможность следить за передвижением транспорта. В соответствии с распоряжением Правительства РФ от 29 августа 2014 года № 1662-р было заключено Концессионное соглашение между Федеральным дорожным агентством и ООО «РТ-Инвест транспортные системы», которое назначено оператором системы взимания платы и реализует полный цикл создания системы с её последующей модернизацией.
На заседании президиума Госсовета по развитию автодорог 8 октября 2014 года президент Татарстана Рустам Минниханов выступил с предложением о том, чтобы Министерство транспорта РФ проработало предложение о введении платы за проезд по федеральным дорогам для автомобилей массой более 3,5 т. В середине ноября 2014 года президент России В. В. Путин дал распоряжение кабинету министров до первого квартала 2015 года подготовить предложения по дальнейшему развитию принципа «пользователь платит» для поддержания в надлежащем состоянии региональных, межмуниципальных и местных дорог и пополнения дорожных фондов. В том числе ввести систему оплаты ущерба, причиняемого дорожному покрытию грузовыми автомобилями массой более 3,5 тонн на дорогах регионального и межмуниципального значения. При этом доходы, полученные от взимания платы с тяжёлых грузовиков массой свыше 12 тонн, предлагалось передавать в региональные дорожные фонды для строительства и ремонта дорог, а также для поддержки региональных проектов государственно-частного партнёрства. 18 мая 2015 года постановлением Правительства РФ № 474 были внесены поправки в постановление № 504 от 14 июня 2013 года «О взимании платы в счет возмещения вреда, причиняемого автомобильным дорогам общего пользования федерального значения транспортными средствами, имеющими разрешённую максимальную массу свыше 12 тонн». Значимое изменение — размер платы, взимаемой с владельцев фур за разбитые дороги: если до настоящего момента она составляла 3,5 рубля за километр, то теперь, с учётом инфляции, выросла до 3,73 рубля.

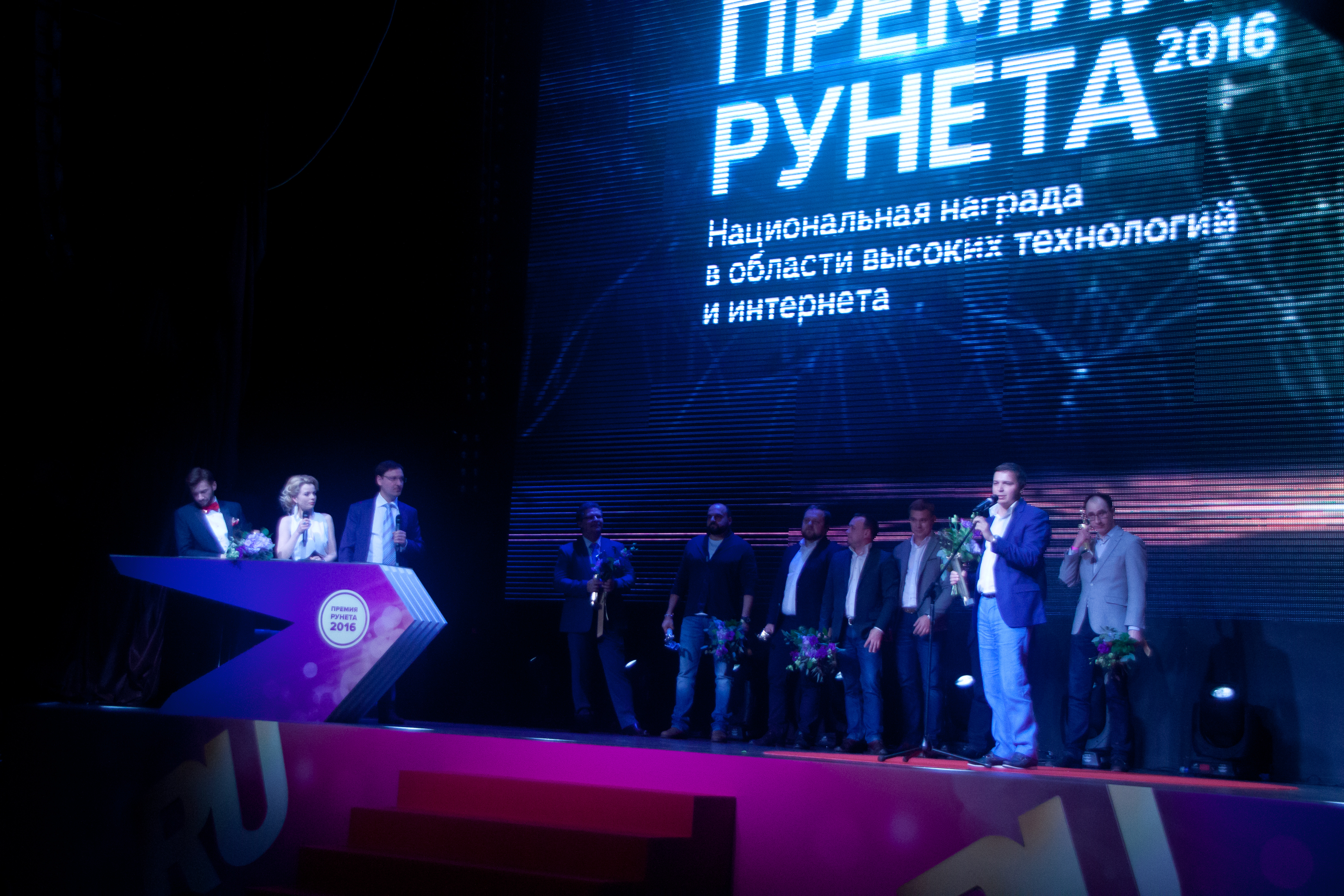
Представитель системы «Платон» получает Премию Рунета-2016

3 ноября 2015 года постановлением Правительства РФ № 1191 предусмотрено существенное снижение размера платы на один километр пути, пройденного по автомобильным дорогам общего пользования федерального значения, от предусмотренного постановлением № 504 (3,73 руб./км). До 29 февраля 2016 года включительно размер платы составит 1,53 руб./км и только на территории Московской области. На этот период к размеру платы, предусмотренному постановлением № 504, применяется коэффициент 0,41. С 1 марта 2016 года до 31 декабря 2018 года включительно будет применяться коэффициент 0,82, что обеспечит снижение размера платы в этот период от предусмотренного постановлением № 504 до 3,06 руб./км при движении по всем автомобильным дорогам общего пользования федерального значения.
15 апреля система должна была перейти в новый режим работы, обещанный Росавтодором с осени 2015 года. По ней проезд грузовиков по федеральной трассе оплачивался бы в течение месяца после поездки, а не авансом. Распространяться это будет не на всех: грузоперевозчик должен быть зарегистрирован в системе более двух месяцев, иметь банковский счёт, избавиться от штрафов за неуплату и установить специальное бортовое устройство, которое позволяет следить оператору за передвижением машины через спутник. Однако введение системы застопорилось из-за отсутствия нормативной базы, хотя работа над документами была завершена ещё в феврале. Подобное промедление представители перевозчиков связывали с рассмотрением законности работы «Платона» Конституционным судом.
В ноябре 2016 года система «Платон» была удостоена Премии Рунета в номинации «Технологии и инновации».

## Техническая база (бортовые устройства, маршрутные карты) и способы контроля

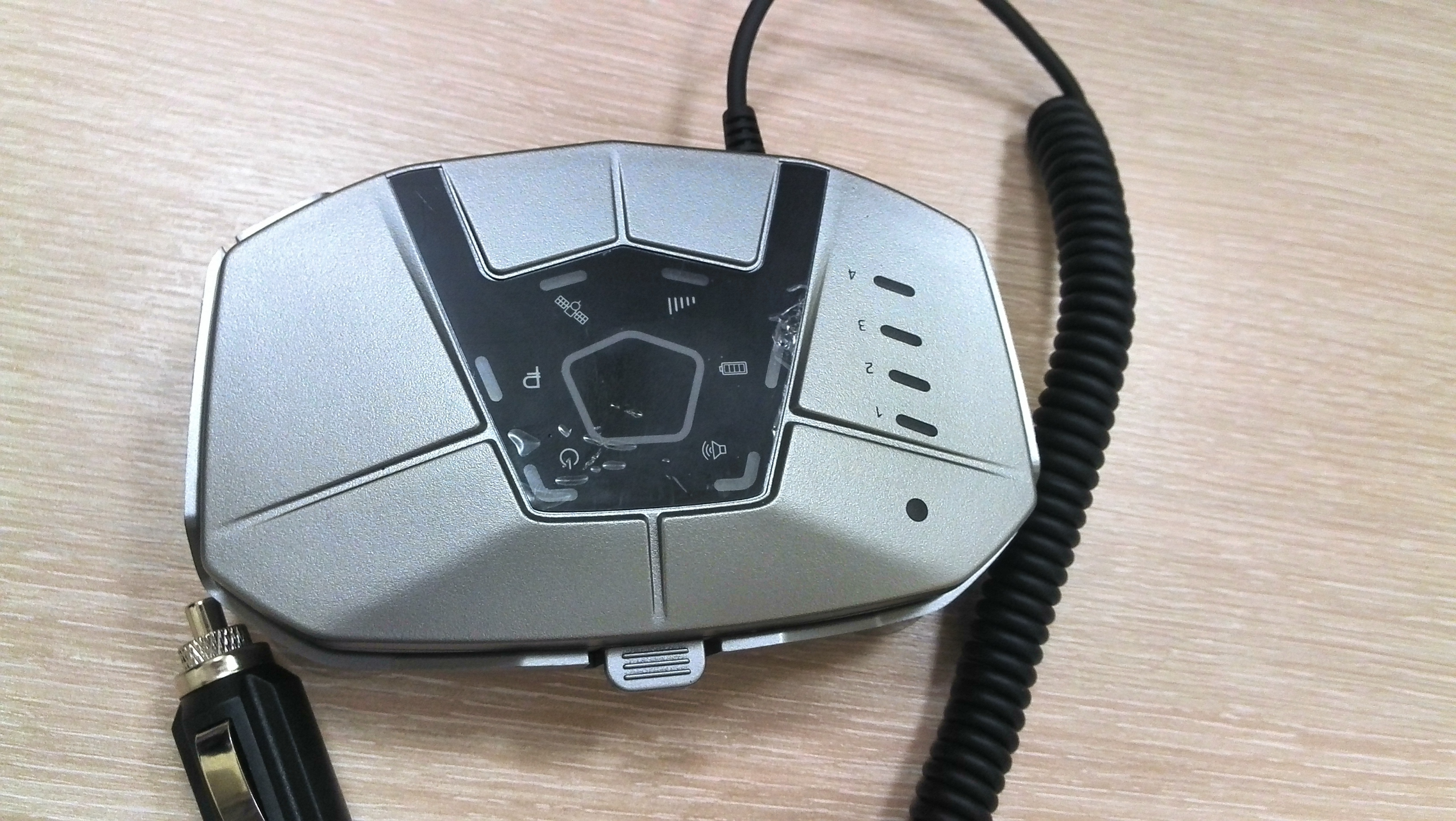
Первая версия бортового устройства БУ 1201 для системы Платон

Система «Платон» использует несколько моделей бортовых устройств. Для повышения точности устройства предусмотрено использование спутниковой системы навигации. Внутри бортового устройства находятся коммуникационный модуль GSM/GPRS, навигационный модуль ГЛОНАСС/GPS, предусмотрена двухсистемность. Бортовые устройство российские перевозчики получают бесплатно, а иностранные — за обеспечительный платеж в размере примерно 6800 руб.
Маршрутная карта — документ, формируемый на основании данных о планируемом маршруте, предоставляемых владельцем транспортного средства, и являющийся основанием для расчёта платы в счёт возмещения вреда при отсутствии бортового устройства. Маршрутная карта содержит данные:
- о государственном регистрационном знаке транспортного средства;
- дате и времени выдачи маршрутной карты;
- срок её действия с указанием даты и точного времени;
- общей протяжённости участков автомобильных дорог общего пользования федерального значения, включенных в маршрут;
- описании маршрута в привязке к участкам федеральных дорог, для прохождения которого выдан данный документ и размере платы.

Оформление маршрутной карты возможно в Центрах обслуживания пользователей, через терминалы самообслуживания, в личном кабинете на сайте системы.
Технологическим консультантом по проекту является словацкая компания SkyToll, обслуживающая крупную европейскую сеть платных дорог.
РТИТС проверяет наличие системы «Платон» следующими способами:
- при проезде фур через стационарные рамки;
- путём мобильного контроля через специально оборудованные автомобили.

К концу 2015 года на дорогах было смонтировано 20 стационарных рамок, после 15 июня 2017 года их число достигло 481 единицы. Мобильный контроль включает 121 автомобилей, они работают на трассах с момента запуска системы. В 2021 году Правительство РФ обязало РТИТС построить 100 дополнительных рамок, фиксирующих нарушителей, и запустить ещё 20 спецавтомобилей контроля на передаваемых из региональной в федеральную собственность 12 тыс. км дорог.

## Концессионный договор
Договор о концессии между Росавтодором и РТИТС подписавшие стороны называли конфиденциальным и защищённым коммерческой тайной, сам документ официально не публиковался.
28 декабря 2015 года оппозиционный политик А. А. Навальный опубликовал на своём сайте документ, который может являться текстом концессионного соглашения государства с оператором системы взимания платы с грузовиков «Платон». Текст был получен через специально созданный чёрный ящик — почтовый сервис, позволяющий сохранить анонимность отправителя. Документ содержит подписи руководителя Росавтодора Романа Старовойта и гендиректора РТИТС Александра Советникова, дата заключения — 29 сентября 2014 года, что соответствует 30-дневному сроку, данному на подготовку концессионного соглашения, согласно распоряжению правительства РФ от 29 августа 2014 года № 1662-р.
Согласно этому документу, РТИТС будет ежегодно в период с 15 ноября 2015 по 29 сентября 2027 года получать за свою работу из государственного бюджета «базовое вознаграждение» в размере 10,6 млрд руб. в год без НДС (дважды в год с учётом частичной индексации на величину инфляции). В случае плохой работы РТИТС предусмотрены штрафы, вычитающиеся из вознаграждения. При этом плата по итогам полугодия не может быть ниже 46,92 % (4,98 млрд руб.), большие штрафы переносятся на следующий период. Полностью накопленные санкции будут вычитаться только в последнем платёжном периоде, то есть в июле—сентябре 2027 года. До этого момента ежегодно РТИТС получает из бюджета минимум 9,96 млрд руб. (максимум 10,6 млрд), даже если ей выставлены крупные штрафы. В договоре отсутствует экономическое обоснование суммы вознаграждения.
В январе 2016 года Навальный подал иск в арбитражный суд Москвы с требованием признать договор концессии ничтожным из-за незаконного выбора концессионера без проведения конкурса. Принявший иск судья 26 января поручил представить текст концессионного соглашения. 17 октября суд отклонил жалобу истца, так и не показав концессионное соглашение (хотя в решении ссылается на отдельные положения документа).

## Тарифы
По заказу Министерства транспорта РФ была проведена[кем?] независимая научно-исследовательская работа с экономическим обоснованием введения тарифа, который изначально должен был быть выше первоначально установленного Правительством размера в 3,5 руб.
3 ноября 2015 года постановлением Правительства РФ № 1191 предусмотрено временное снижение размера платы на один километр пути, пройденного по автомобильным дорогам общего пользования федерального значения, от предусмотренного постановлением № 504 (3,73 руб./км). Согласно постановлению № 1191, до 29 февраля 2016 года включительно к размеру платы применяется коэффициент 0,41; и на этот период размер платы будет составлять 1,53 руб./км. С 1 марта 2016 года до 31 декабря 2018 года включительно коэффициент будет увеличен до 0,82; размер платы в этот период будет составлять 3,06 руб./км. В дальнейшем плата будет составлять 3,73 руб./км.
30 декабря 2015 в Госдуму РФ внесён законопроект о полном освобождении большегрузов от транспортного налога. Законопроект, в котором предлагается освободить от уплаты транспортного налога автомобили с разрешённой массой свыше 12 т. В проекте предлагается внести поправки в Налоговый кодекс, расширяющие перечень объектов, на которые не распространяется транспортный налог. Поводом для этого стало введение оплаты за возмещение ущерба автодорогам общего пользования по системе «Платон». Помимо автомобилей с разрешённой массой более 12 т в список предлагается включить грузовики с мощностью двигателя более 250 лошадиных сил.
В сентябре 2016 года Минэкономразвития РФ предлагало продлить льготный тариф до 2019 года, оставив цену на уровне 1,53 руб./км, и изменить методику расчёта размера платы, скорректировав показатель среднего пробега. Против этого выступил министр транспорта М. Ю. Соколов.
23 марта 2017 года премьер Д. Медведев встретился с представителями автоперевозчиков, в результате чего тариф был поднят на 25 %, а не в два раза, как это предполагалось. С 15 апреля 2017 года тариф составит 1,91 руб./км. С 2021 года тариф составляет 2,54 руб./км. Росавтодор по «программе предсказуемости», разработанной Минтрансом России совместно с грузоперевозчиками, за полгода до индексации публикует прогнозируемый размер тарифа. При этом фактический размер платы размещается на официальном сайте Федерального дорожного агентства в период с 10 по 20 января каждого года после публикации Росстатом индекса потребительских цен.

## Штрафы
В соответствии с Постановлением Правительства Российской Федерации от 14.06.2013 № 504 «О взимании платы в счет возмещения вреда, причиняемого автомобильным дорогам общего пользования федерального значения транспортными средствами, имеющими разрешённую максимальную массу свыше 12 т» движением без внесения платы считается:
- движение транспортного средства при выключенном или неисправном бортовом устройстве без внесения владельцем транспортного средства денежных средств Оператору и его информирования;
- движение транспортного средства без бортового устройства и (или) отсутствие на расчётном счёте необходимых для оплаты проезда денежных средств;
- отклонение транспортного средства от планируемого маршрута и (или) времени (даты) движения по маршруту при отсутствии бортового устройства без информирования оператора;
- продолжение движения транспортного средства при израсходовании денежных средств, внесённых владельцем транспортного средства оператору.

Ответственность владельца транспортного средства в таких ситуациях предусмотрена статьей 12.21.3 Кодекса об административных правонарушениях Российской Федерации: административный штраф для водителя указанного транспортного средства в размере 5 тыс. руб., должностных лиц, ответственных за движение указанного транспортного средства — 40 тыс. руб., индивидуальных предпринимателей — 40 тыс. руб., юридических лиц — 450 тыс. руб. Кроме того, повторное совершение данного административного правонарушения влечёт наложение административного штрафа на должностных лиц, ответственных за движение указанного транспортного средства, в размере 50 тыс. руб., индивидуальных предпринимателей — 50 тыс. руб., юридических лиц — 1 млн руб.
20 ноября 2015 года Министерством транспорта Российской Федерации и депутатами Государственной Думы были озвучены поправки в Кодекс об административных правонарушениях. Согласно поправкам водители транспортных средств массой свыше 12 т, принадлежащих российским перевозчикам, будут освобождены от штрафов за нарушения внесения платы за проезд по федеральной трассе общего пользования. Также депутатами было предложено снизить до 50 тыс. руб. размеры штрафов для владельцев (собственников) таких транспортных средств за подобные нарушения, а за повторное нарушение установить их на уровне 100 тыс. руб. В сообщении Министерства транспорта указано, что до принятия поправок, штрафы с водителей российских транспортных средств за такие нарушения взиматься не будут.
4 декабря 2015 года Государственная дума РФ приняла законопроект, снижающий штрафы до 5 тыс. рублей за первое нарушение и до 10 тыс. рублей за повторное нарушение. 15 декабря В. В. Путин одобрил поправки в закон «Об автомобильных дорогах и дорожной деятельности в РФ» и Кодекс РФ об административных правонарушениях и другие законодательные акты. Они существенно снижают размер административной ответственности за движение по федеральным дорогам без оплаты до 5 тысяч рублей за первое, а также до 10 тысяч рублей за повторное нарушение (как для индивидуальных предпринимателей, так и для юридических лиц).
Согласно данным оператора системы к маю 2016 года, по федеральным трассам активно ездят только 20 % зарегистрированных грузовиков, 80 % предпочитают региональные. Владелец автомобиля платил в среднем по 1800 руб. в месяц (плата за проезд по федеральным трассам 1200 км), что существенно уступало показателям среди простых дальнобойщиков.

## Финансовые показатели

Щит Федерального дорожного фонда, сообщающий количество отремонтированных мостов на средства от «Платона». Екатеринбург, июнь 2017 года

С 15 ноября 2015 года по май 2016 года система «Платон» принесла в федеральный дорожный фонд более 8 млрд руб., в ней было зарегистрировано 248 000 грузоперевозчиков и логистических компаний и 719 000 транспортных средств.
За 2016 год через систему «Платон» было собрано около 22 млрд руб..
В 2019 году собрали 31 млрд р, за всё время 93 млрд руб.
К 15 июню 2025 года, за семь лет работы, в бюджет от системы «Платон» поступило более 339 млрд руб., включая взысканные штрафы с грузоперевозчиков-нарушителей. К этому моменту более 885 тыс. российских и иностранных грузоперевозчиков зарегистрировали в системе свыше 1,94 млн грузовиков.

## Прочие способы использования системы «Платон»
В 2018 году «Платон» использовался для контроля за перевозками болельщиков финала чемпионата мира по футболу.
В 2019 году появилась информация о возможном использовании «Платона» для контроля за автобусами на межрегиональных маршрутах. В соответствии с проектом постановления Правительства РФ, подготовленного Минтрансом России, предполагается, что сначала будет проведён эксперимент, в котором перевозчики будут участвовать добровольно и бесплатно. Эксперимент, на который отведено две недели в октябре 2019 года, пройдёт в Центральном, Северо-Западном, Приволжском и Южном федеральных округах. Тестироваться будут минимум пять многофункциональных бортовых устройств и одно мобильное устройство продажи и регистрации.
В Московской области в 2019 году проводился эксперимент по использованию «Платона» для наблюдения за мусоровозами.
Среди прочих идей применения системы: модернизация на базе «Платона» системы весогабаритного контроля; продажа данных страховым компаниям.

## Опыт других стран
Одна из первых систем взимания платы с грузовиков (Lkw-Maut in Österreich) была введена в Австрии 1 января 2004 года. Это была рамочная система — при прохождении рамки со считывающего устройства, установленного на грузовике, снималась такса. В настоящее время в Австрии и Германии действует единая спутниковая система взимания платы TOLL2GO.
Практически все европейские страны взимают плату с грузовиков.
В Белоруссии с 1 августа 2013 года введена система взимания платы с автомобилей BelToll. Платными в республике являются 1189 километра дорог. BelToll использует радиосвязь на коротких расстояниях (DSRC). При прохождении транспортных средств, оснащённых специальными бортовыми устройствами через станции сбора платы, средства автоматически списываются со счета. Система рассчитана на взимание платы с автомобилей технически допустимой общей массой более 3,5 т независимо от страны регистрации, а также автомобилей с технически допустимой общей массой не более 3,5 т, зарегистрированных за пределами Таможенного союза. С августа 2015 года транспортные средства, зарегистрированные на территории Луганской и Донецкой областей Российской Федерации, с технически допустимой общей массой не более 3,5 т, и буксируемые ими прицепы, также освобождены от платы за проезд. Плата за проезд варьируется от 0,04 до 0,145 евро/км.

## Критика

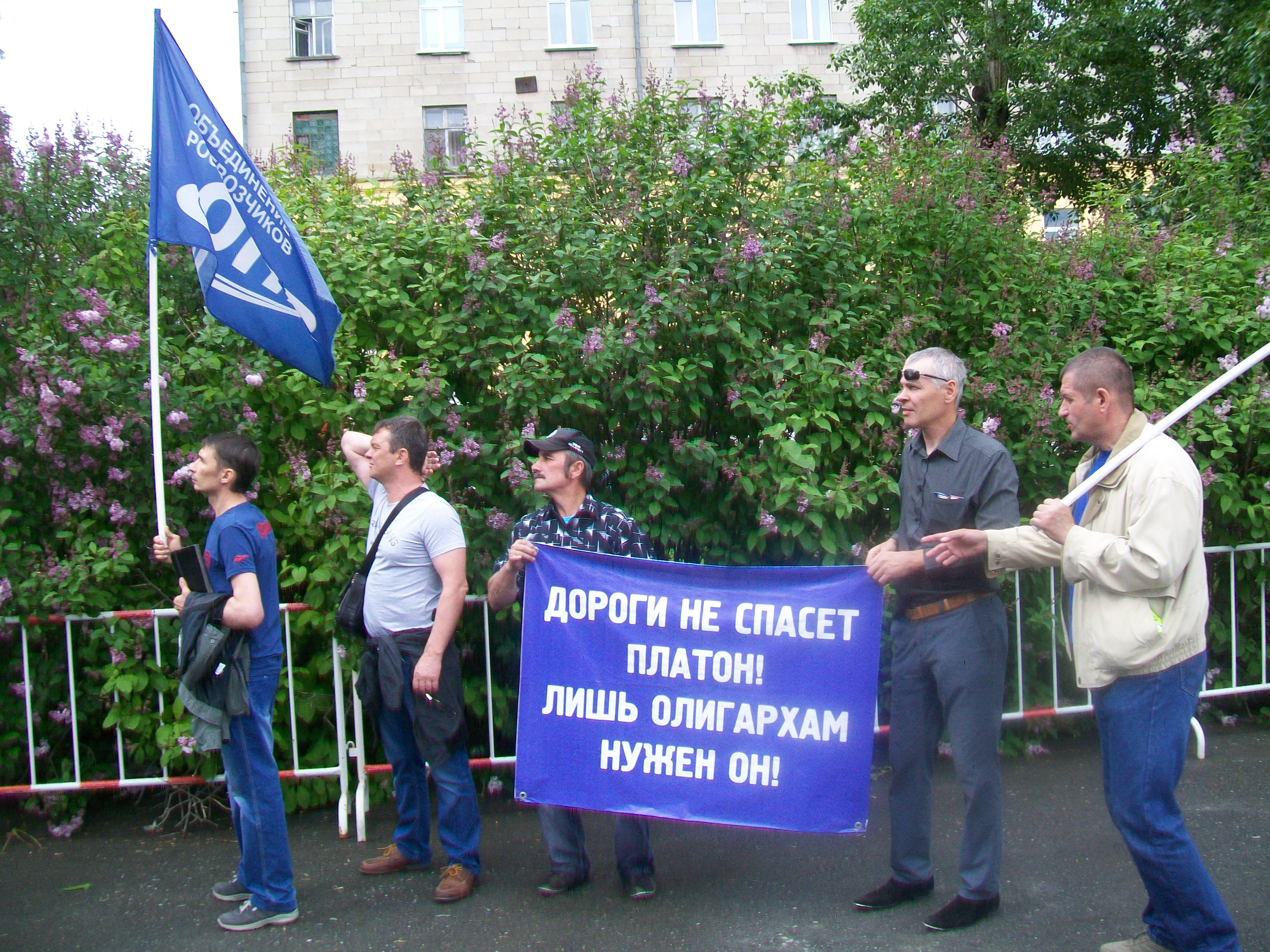
Протестующие дальнобойщики на антикоррупционном митинге в Екатеринбурге (12 июня 2017 года)

Ещё до запуска системы в ноябре 2015 года профсоюзы дальнобойщиков начали активно протестовать и организовывать забастовки. Уже после запуска (15 ноября 2015 года) — 19 ноября в нескольких десятках городов России прошли протесты дальнобойщиков против введения системы. Критике также подвергается неготовность системы к работе на момент запуска и выбор оператора системы, прошедший без открытых торгов.
Под влиянием протестов министерство транспорта заморозило штрафы за неуплату сбора, пока не будут внесены поправки в Кодекс об административных нарушениях, сокращающие штрафы в девять раз — с 450 тыс. рублей (почти 7 тыс. долларов) до 50 тыс. рублей, за повторное нарушение — с одного миллиона до 100 тыс. рублей. Как отмечает «Русская служба BBC», тем самым протестующим впервые со времён монетизации льгот удалось принудить власти к быстрой реакции в свою пользу.

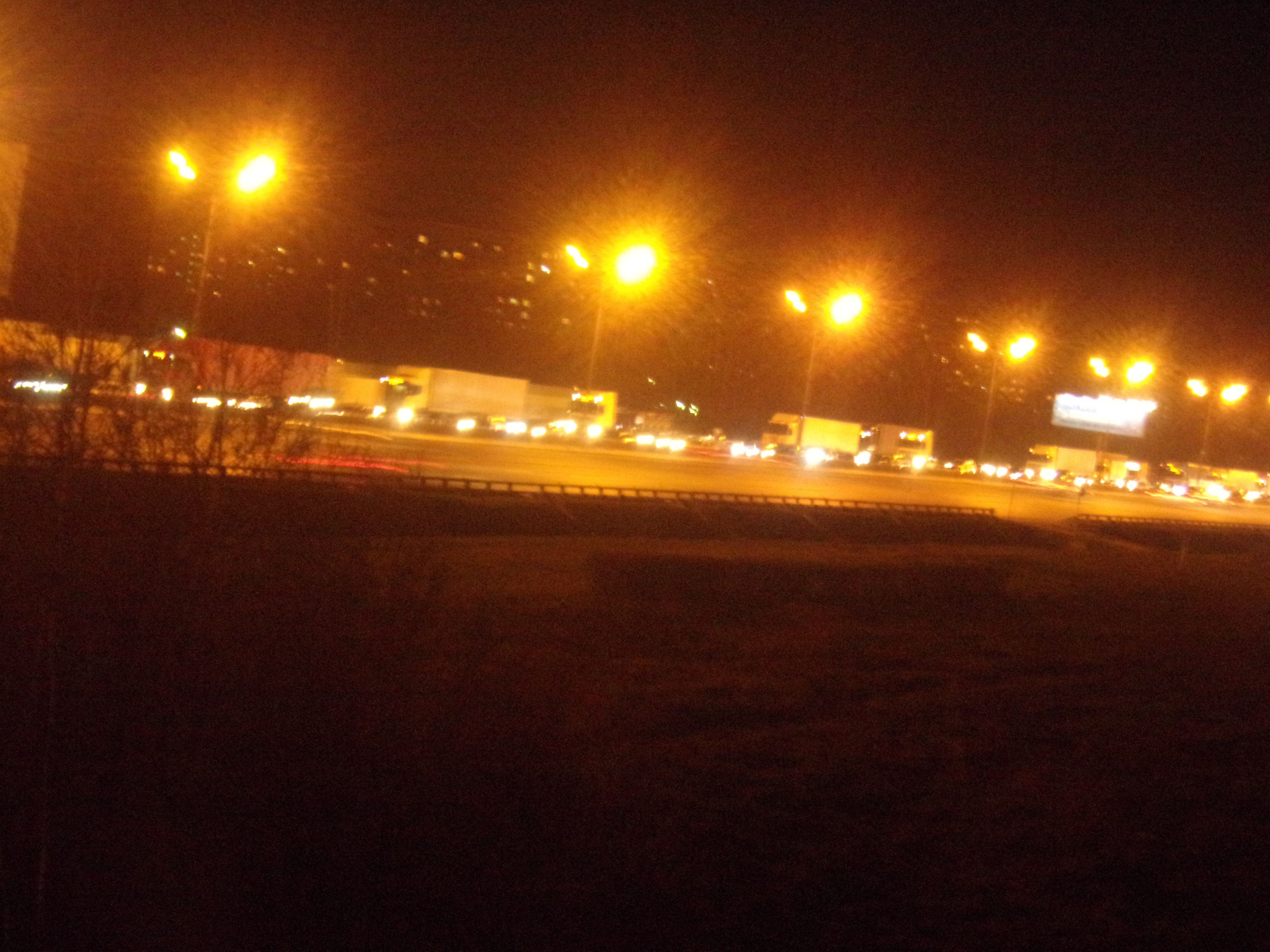
Московская кольцевая автодорога заполнена машинами дальнобойщиков, движение парализовано (май 2017 г.)

Министерство экономики и развития отмечало рост нагрузки на участников рынка в 50 млрд руб., что приведёт к росту потребительских цен до 5 % и падению объёма заказов на транспортные услуги. При этом в НИОКР, создавшем постановление, Минэкономики обнаружило ряд «ошибок, методологических неточностей и противоречий» (на которые оно указывало ещё в 2012 году и которые не были приняты). Среди них был коэффициент приведения к легковому автомобилю (число показывает, сколько легковушек «помещается» в одном грузовике по количеству ущерба для дороги), который Минтранс приравнял к 5,5, ссылаясь на современные немецкие исследования, однако в перечисленных работах он равнялся 4,5 (следует, грузовики должны платить меньше). В ответ разработчики тарифа заявили, что будут опираться на советский СНиП 2.05.02-85 «Автомобильные дороги». При этом документ был обновлен в 2013 году, и коэффициент в нём был снижен до 3,5. Эти изменения, дополнительно понижающие тарифную нагрузку на грузовики, Минтранс также не учёл.
Редакция газеты «Ведомости» и её читатели выбрали дальнобойщиков «Частным лицом года» — 2015:

Запуск «Платона»… удивительно точно отражает традиции и обычаи российской власти — принятие решений в пользу близких ей бизнесменов и госструктур без серьёзного экономического обоснования, с неочевидной пользой для экономики и очевидной пользой для получающих госденьги. Но эта привычная для чиновников и бизнеса система вызвала отторжение у никогда не задумывавшихся о ней водителей.

Политолог Мария Снеговая назвала целью «Платона» «создать дополнительные источники ренты для потенциально ненадежных элит и тем укрепить их лояльность».
В апреле 2016 года депутаты от КПРФ подали иск в Конституционный суд с требованием проверить конституционность «Платона». Заявители указывали, что взимание платы «не отвечает требованиям справедливости, соразмерности и экономической обоснованности», приравнивали выплаты к налогам (которые устанавливаются законом через Налоговый кодекс, а не постановлением правительства), дублирование существующих сборов. Защищавшие «Платона» представители администрации президента, правительства, Минюста и Генпрокуратуры настаивали, что никто не обязывает грузовики ездить по федеральным дорогам, а значит, речь идёт о фискальном сборе, а не о налоге. 31 мая КС признал систему сбора соответствующей Конституции, при этом высказав ряд замечаний (о праве оператора применять к плательщикам меры принудительного характера, недопустимости повышения размера платы без изменения законов и внезапных изменениях и отмены коэффициентов).
Как отмечал Минтранс, из-за ввода «Платона» рентабельность перевозчиков снизится на 0,5—1,1 %. Эти показатели были раскритикованы бизнес-омбудсменом Борисом Титовым и Министерством экономики.
В первые дни запуска сайт системы страдал от сбоев, которые глава Росавтодора Роман Старовойт приписал хакерским атакам.
Как отмечало Минэкономразвития, практически все субъекты предпринимательской деятельности (вне зависимости от сфер деятельности) отметили увеличение стоимости грузоперевозок 12-тонниками с момента введения в действие «Платона» в ноябре 2015 года от 0,5 % до 25 %, а в отдельном случае — на 46 %. Из-за этого ведомство отмечало «незначительное увеличение цены конечной продукции» у ряда сельхозпроизводителей (картофель, яйца) и металлургических компаний (ТМК).

### Вклад в инфляцию
Согласно расчётам НИИАТ, основанных на статистике перевозок для федеральных трасс, прямое увеличение транспортных издержек за счёт взимаемой через «Платон» платы составляет:
- для малоценной продукции (такой как песок, грунт, необработанная древесина), обычно доставляемой железнодорожным транспортом — на 0,032 %;
- для продукции, килограмм которой стоит 50 рублей, — на 0,09 процентных пункта;
- для более дорогостоящей продукции (электроника, запчасти, бытовая техника) — тысячные доли процентного пункта.

На основании этих расчётов, заведующий отделом управления перевозками грузов автомобильным транспортом НИИАТ Иван Батищев делает вывод, что с учётом доли автомобильных перевозок по федеральным трассам, общий вклад в инфляцию составит тысячные доли процента. Аналогичные методики оценки применяют и в Минтрансе.
С другой стороны, технические сбои системы, нехватка бортовых устройств и снижение предложения на рынке перевозок привели в декабре 2015 года к росту тарифов на перевозки на 20—30 %. В ноябре 2015 года бизнес-омбудсмен Борис Титов предупреждал Президента о возможности роста уровня инфляции на 2,7 процентного пункта
Оценки влияния на инфляцию в момент запуска системы разнились, так в декабре 2015 года ЦБ РФ и Минэкономразвития оценивали эффект на инфляцию от дополнительной платы с грузовиков в размере 10—20 %, Федеральная антимонопольная служба настаивала на показателе не более одного процента.

## Законодательная база
Основа системы взимания платы — Федеральный закон 68-ФЗ от 6 апреля 2011 года, вносящий изменения в КоАП, федеральный закон № 257-ФЗ «Об автомобильных дорогах» и в Бюджетный кодекс РФ. Закон № 68-ФЗ устанавливает обязанность внесения платы при движении по автомобильным дорогам федерального значения автомобилей с разрешённой максимальной массой свыше 12 т. Этот закон запрещает движение без оплаты, более того, устанавливает административную ответственность за движение без оплаты. Запуск системы законом был назначен на 15 ноября 2015 года. Постановление Правительства РФ от 14 июня 2013 г. № 504 определило порядок взимания платы.
Работу системы также регламентирует статья 31.1 федерального закона № 257-ФЗ «Об автомобильных дорогах», положения КоАП и положение, вносящее изменение в Бюджетный кодекс и устанавливающее процедуру зачисления денег.
В соответствии с распоряжением Правительства РФ от 29 августа 2014 г. № 1662-р было заключено концессионное соглашение на 13 лет между Федеральным дорожным агентством и компанией ООО «РТ-инвест транспортные системы», которое прописывает все детали реализации проекта и создании системы.